# Дулатбеков, Нурлан Орынбасарович
Нурлан Орынбасарович Дулатбеков (каз. Нұрлан Орынбасарұлы Дулатбеков; род. 5 мая 1962, Караганда) — казахстанский учёный в области уголовного права и криминологии, деятель системы образования Республики Казахстан. Ректор карагандинского университета «Болашак» с 1996 по 2013 год. Доктор юридических наук (2003), профессор (2004), член-корреспондент Национальной академии наук Республики Казахстан (2012).
С апреля 2016 года — депутат Мажилиса парламента Казахстана. С 26 августа 2020 года — Председатель правления — ректор НАО «Карагандинский университет имени академика Е. А. Букетова».

## Биография

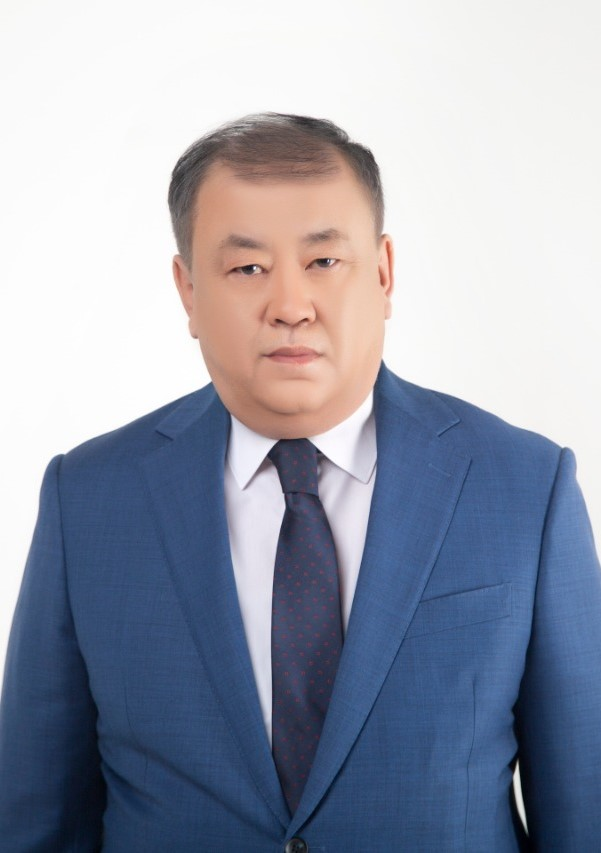
Дулатбеков Н. О.

В 1984 году с отличием окончил Карагандинский государственный университет им. академика Е. А. Букетова. В студенческие годы активно участвовал в общественной деятельности университета, области и Республики. Награждён почётными грамотами ЦК ВЛКСМ и грамотой ЛКСМ Казахстана. Был избран делегатом тринадцатого Всемирного фестиваля молодёжи и студентов в республике Корея. В качестве командира возглавлял Республиканский студенческий строительный отряд «Казахстан», который в 1988 год у занял первое место среди пятнадцати тысяч студенческих строительных отрядов СССР. После окончания университета проходил службу в военном трибунале Алма-Атинского гарнизона.
В 1992 году в составе группы молодых учёных Республики был направлен для прохождения научно-педагогической стажировки в университетах Турции. В период с 1986 по 1989 год работал преподавателем, в 1993 году — старшим преподавателем, с 1993 по 1996 года — доцентом и заведующим кафедрой юридического факультета Карагандинского государственного университета. С 1994 по 1997 год проходил научно-педагогическую стажировку в университетах Англии, Франции, Бельгии, Испании, Малайзии.
С 1996 года до 5 июня 2013 года — ректор Карагандинского университета «Болашак». С 5 июня 2013 по март 2016 года — секретарь Карагандинского областного Маслихата. С апреля 2016 по август 2020 — депутат Мажилиса Парламента Республики Казахстан 6 созыва. В настоящее время ректор Карагандинского университета имени академика Е. А. Букетова.
Женат. Отец двух сыновей и дочери.

## Научная деятельность
В марте 1993 года в диссертационном совете при Казахском ордена Трудового Красного знамени государственном университете имени аль-Фараби защитил диссертацию на соискание ученой степени кандидата юридических наук на тему «Индивидуализация уголовного наказания за преступления против жизни».
В феврале 1995 года присвоено учёное звание доцента по отрасли наук «Правоведение».
В мае 2003 года защитил диссертацию на соискание учёной степени доктора юридических наук на тему «Теория и практика назначение наказания» по специальности «Правоведение». В 2004 году ВАК Республики Казахстан присвоено учёное звание профессора по отрасли наук «Правоведение».
Избран членом-корреспондентом Международной кадровой академии (Украина), членом-корреспондентом Академии социальных наук (Казахстан), академиком Международной славянской академии образования им. Я. А. Коменского (Молдова), академиком Академии педагогических наук Казахстана. В июне 2012 года избран членом -корреспондентом Национальной Академии Наук Казахстана. Автор научного проекта bolashaq.edu.kz (Академии Bolashaq). В данном проекте написано более 45 книг.
Автор различных научных трудов, в том числе:
- Хрестоматия. Қазақстан Республикасы мемлекет және хұқ тарихынан хрестоматия. В 5 т. — Караганда: Болашак-Баспа, 1994—2000. — общий объем 603 с. — ISBN 5-8380-1322-2.
- Дулатбеков Н.О. Словарь юридических терминов. — Алматы: Жетi Жаргы, 1996. — ISBN 143.
- Дулатбеков Н. и др. Жақып Акбаев.Монография. — Алматы: Жетi Жарғы, 1997. — 90 с. — ISBN 5-767-4126-X.
- Дулатбеков Н.О. Преступление и наказание. Занимательная практика по Общей части уголовного права. — Караганда: Болашак-Баспа, 1999. — 96 с. — 200 экз. — ISBN 5-767-8538-0.
- Дулатбеков Н.О. и др. Основы государства и права современного Казахстана: Учебное пособие. — Астана: Фолиант, 2000. — 284 с. — ISBN 9 965-477-20-5-x.
- Дулатбеков Н.О. Теория и практика назначения наказания = Қылмыстық жаза тағайындау (теория және практика мәселелері). — Астана: Фолиант, 2002. — 446 с. — ISBN 9 965-528-56-x.
- Дулатбеков Н.О. и др. Проблемы дифференциации и индивидуализации ответственности и наказания (на примере анализа экономических преступлений). — Караганда: КарГУ, 2001. — 159 с. — ISBN 5-8397-0145-9.
- Кругликов Л.Л., Дулатбеков Н.О. Экономические преступления (вопросы дифференциации и индивидуализации ответственности и наказания). — Ярославль: Ярославский гос.ун.-т, 2001. — 217 с. — ISBN 9 965-528-23-3-.
- Дулатбеков Н.О. и др. Назначение наказания по совокупности преступлений. — Караганда: Болашак-Баспа, 2002. — 200 с. — ISBN 9 965-528-47-0-.
- Дулатбеков Н.О. Обычное право казахов (Хрестоматия по истории государства и права). — Астана: «Әділет» РҒБО, 2006. — 236 с. — ISBN 9 965-784-02-7-.
- Дулатбеков Н.О. и др. Қылмыстык заңнаманы мәтіндік сараптау тәжірибесі (Опыт текстологической экспертизы уголовного законодательства). — Караганды: Болашак-Баспа, 2008. — 184 с. — ISBN 9 965-790-74-4-.
- Ювенология. Учебник для студ. вузов / под ред. Дулатбекова Н.О.. — Алматы: Жетi жарғы, 2008. — 424 с. — 2000 экз. — ISBN 9 965-11-281-9-.
- Дулатбеков Н.О. и др. Карлаг: творчество в неволе. Художники, музеи, документы, памятники. (на рус., каз., англ яз.). — Караганда, 2009. — 248 с. — ISBN 978-601-273-013-5.
- Дулатбеков Н.О. Песчаный лагері тұтқынының тағдыры=Судьба узника песчаного лагеря:  биография. — Караганда, 2012. — 141 с. — ISBN 978-601-273-129-3.
- Дулатбеков Н.О. и др. Альбом Карлаг. — Алматы: Полиграфкомбинат, 2012. — 576, ил. с. — ISBN 978-601-273-124-8.
- Дулатбеков Н.О. и др. Карлаг. Очерки истории Карагандинского исправительно-трудового лагеря ОГПУ-НКВД-МВД СССР (1931-1959). Karlag. Outlines of the history of the Karaganda correctional labour camp of the USSR OGPU-NKVD-MIA (1931-1959). — Алматы: Полиграфкомбинат, 2012. — 831, ил. с. — ISBN 978-601-273-135-4.

## Политическая деятельность
Член Народно-Демократической партии Казахстана «Нур Отан». С 2005 года — координатор Центра областного штаба партии «Нур Отан».
С 2007 года депутат Карагандинского областного маслихата по «Студенческому» избирательному округу г. Караганда. Председатель постоянной Комиссии Карагандинского областного маслихата по законности и правам граждан. С 5 июня 2013 года секретарь Карагандинского областного маслихата. С апреля 2016 по август 2020 года — депутат Комитета по законодательству и судебно-правовой реформе Мажилиса Парламента Республики Казахстан.

## Награды и звания
- Почётный работник образования Казахстана
- Почётный деятель культуры Республики Казахстан
- Золотая медаль Международной кадровой академии «За заслуги в образовании»
- Премия «Алтын адам — Человек года» в номинации «Юрист 2004 года в Казахстане»
- Номинант Национальной премии Казахстана «Алтын Жүрек» (Золотое сердце)
- Медаль «10 лет Конституции РК»
- Медаль «10 лет независимости РК»
- Орден «Достык» второй степени (декабрь 2010)
- Юбилейная медаль в ознаменование 20-летия Независимости Республики Казахстан (декабре 2011)
- Орден восходящего солнца, золотые лучи с шейной лентой (Япония)